# Robert Bruce Faden
Robert Bruce Faden (1942 ) es un botánico y pteridólogo estadounidense. Se dedica a actividades de exploraciones botánicas en Costa Rica, India Sri Lanka y EE. UU. Forma parte del Departamento de Botánica de la Smithsonian Institution. Su especialidad taxonómica es en la familia Commelinaceae y pteridofitas varias.

## Algunas publicaciones
- robert b. Faden. 2014. The expanding garden. Rock Garden Quarterly, 72(2): 102-123

- --------------------. 2013. Pteridophytes. In: Agnew, A. D. Q., Upland Kenya Wild Flowers and Fern, 3rd edition. Nairobi: Nature Kenya--The East Africa Natural History Society, pp.11-46.

- --------------------. 2013. Commelinaceae. In: Agnew, A. D. Q., Upland Kenya Wild Flowers and Ferns, 3ª ed. Nairobi: Nature Kenya--The East Africa Natural History Soc.: 355-361

- d.j. Wade, t.m. Evans, r.b. Faden. 2006. Subtribal relationships in tribe Tradescantieae (Commelinaceae) based on molecular and morphological data. In: Proc. for the Third International Symposium on Monocots: 520-526. Ontario, California

- timothy m. Evans, robert bruce Faden, thomas j. Givnish, kenneth j. Sytsma. 2003. Phylogenetic relationships in the plant family Commelinaceae. II: A cladistic analysis of rbcL sequences and morphology. Systematic Botany 28: 270-292

- robert bruce Faden, k.e. Inman. 1994. Leaf anatomy of the African genera of Commelinaceae : Anthericopsis and Murdannia. En: Proc. XIVth AETFAT congress 22-27 de agosto de 1994, Wageningen, The Netherlands: 464-471

### Libros
- robert b. Faden. 2012. Flora of Tropical East Africa: Commelinaceae. Kew Gardens. 244 pp.

- m.d. Dassanayake, francis raymond Fosberg, w.d. Clay. 1999. A Revised Handbook to the Flora of Ceylon. Conmelinaceae por Faden. 284 pp.

- a. amelia Obermeyer, john Lewis, robert bruce Faden. 1985. Xyridaceae-Juncaceae, Flora of southern Africa 4 ( 2): 98 pp.

- robert b. Faden. 1975. A biosystematic study of the genus Aneilema R.Br. (Commelinaceae). Ed. Washington Univ. 1.252 pp.

- --------------------. 1962. Distribution of pteridophytes in New York City: an honors thesis in biology. Ed. City College of New York. 338 pp. ISBN 0-621-08271-6
- La abreviatura «Faden» se emplea para indicar a Robert Bruce Faden como autoridad en la descripción y clasificación científica de los vegetales.[3]